# Patellapis upembensis
Patellapis upembensis là một loài Hymenoptera trong họ Halictidae. Loài này được Pauly mô tả khoa học năm 1989.